# گمینا کوشنچین
گمینا کوشنچین (به لهستانی:  Gmina Koszęcin) یک گمینا در لهستان است که در شهرستان لوبلینگتس واقع شده‌است. گمینا کوشنچین ۱۲۹ کیلومتر مربع مساحت و ۱۱٬۴۶۷ نفر جمعیت دارد.